# Geschiedenis van Tibet (1912-1951)
De geschiedenis van Tibet van 1912 tot en met 1951 markeert de tijd dat Tibet zich onafhankelijk had verklaard van alle omliggende landen tot de overgave aan de Volksrepubliek China op 23 mei 1951, dat op 7 oktober 1950 Tibet was binnengevallen.
Deze periode markeert de tijd tussen de totstandkoming van de 3 puntenovereenkomst in 1912 - waarna de Chinese troepen Centraal- en Oost-Tibet verlaten - en de ondertekening van het 17 puntenakkoord na afloop van de invasie van Tibet door het Chinese Volksbevrijdingsleger in 1951.

## Onttrekking aan China

### Onafhankelijkheidsverklaring
Na de Xinhai-revolutie en de val van de keizer uit de Qing-dynastie, lanceerde de Tibetaanse militie een verrassingsaanval op een in Tibet achtergebleven legergarnizoen. Hierna werden overgebleven vertegenwoordigers van de keizer in Lhasa gedwongen het 3 puntenakkoord te tekenen, dat voorzag in de overgave en uitzetting van de achtergebleven strijdkrachten in Centraal-Tibet. De dertiende dalai lama die in 1910 naar India was gevlucht toen het Qing-leger Tibet was binnengetrokken, kwam terug naar Lhasa in 1913 en vaardigde een proclamatie uit die hij in heel Tibet liet verspreiden. Hierin gaf hij te kennen dat de relatie tussen de Mantsjoe-keizer en Tibet die van een patroon en priester was geweest en niet was gebaseerd op de onderwerping van de een aan de ander. En verder: Wij zijn een kleine, religieuze en onafhankelijke natie.
Yuan Shikai, de voorlopige president van de nieuw gevormde Republiek China, stuurde de dalai lama een telegram waarin hij hem herstelde in zijn eerdere titels die hem door de Mantsjoe-keizersweduwe Cixi waren ontnomen. De dalai lama wees deze echter af en schreef terug dat het zijn bedoeling was zowel het tijdelijke als geestelijke bestuur op zich te nemen.

### Verdrag van Urga

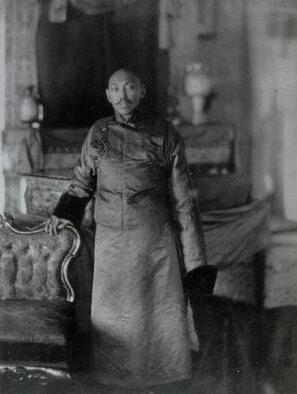
De dertiende dalai lama

Begin 1913, ondertekenden Agvan Dorzjiev en twee andere Tibetaanse vertegenwoordigers het Verdrag van Urga, waarin beide jonge naties elkaar en elkaars onafhankelijkheid van China erkenden. Later vertelde de dertiende dalai lama een Brits diplomaat dat hij Argvan Dorzhiev geen toestemming had gegeven een verdrag uit naam van Tibet te sluiten.

### Simla-conventie van 1914
In 1913-14 werd de conventie van Simla gehouden tussen het Verenigd Koninkrijk, Tibet en de Republiek China. Een gebied dat Buiten-Tibet werd genoemd en ongeveer hetzelfde gebied bestreek als wat in 1965 de Tibetaanse Autonome Regio werd, was voorzien als autonoom onder Chinese suzereiniteit. Binnen dit gebied zou China zicht onthouden van inmenging in het bestuur. Binnen-Tibet bestond uit Oost-Kham en Amdo; hier zou Lhasa zich alleen bemoeien met religieuze aangelegenheden. De onderhandelingen bleven echter steken bij de precieze grens tussen Binnen- en Buiten-Tibet, waarbij de Britse onderhandelaar Henry McMahon een lijn tekende die later bekend werd als de McMahon-linie. Deze linie gaf in 1962 in grote mate aanleiding tot de Chinees-Indiase Oorlog.
De conventie van Simla was geïnitieerd door alle drie de delegaties, maar werd meteen verworpen door Peking vanwege de ontevredenheid met hoe de grens tussen Binnen- en Buiten-Tibet was getrokken. McMahon en de Tibetaanse vertegenwoordigers ondertekenden het document als een bilateraal akkoord met de notitie bijgevoegd, die China alle rechten ontzegde, tenzij het ook zou ondertekenen. De regering van Brits-Indië verwierp het Akkoord van Simla in eerste instantie, als onverenigbaar met de Brits-Russische Conventie. Vanaf het Verdrag van Sint-Petersburg in 1907, waren de Britten niet meer gebonden aan de Russen en ratificeerden ze het akkoord in 1921. Tibet, niettemin, veranderde zijn standpunt over de McMahon-linie in de tweede helft van de jaren 40.

## Verloop

### Gebiedsuitbreidingen

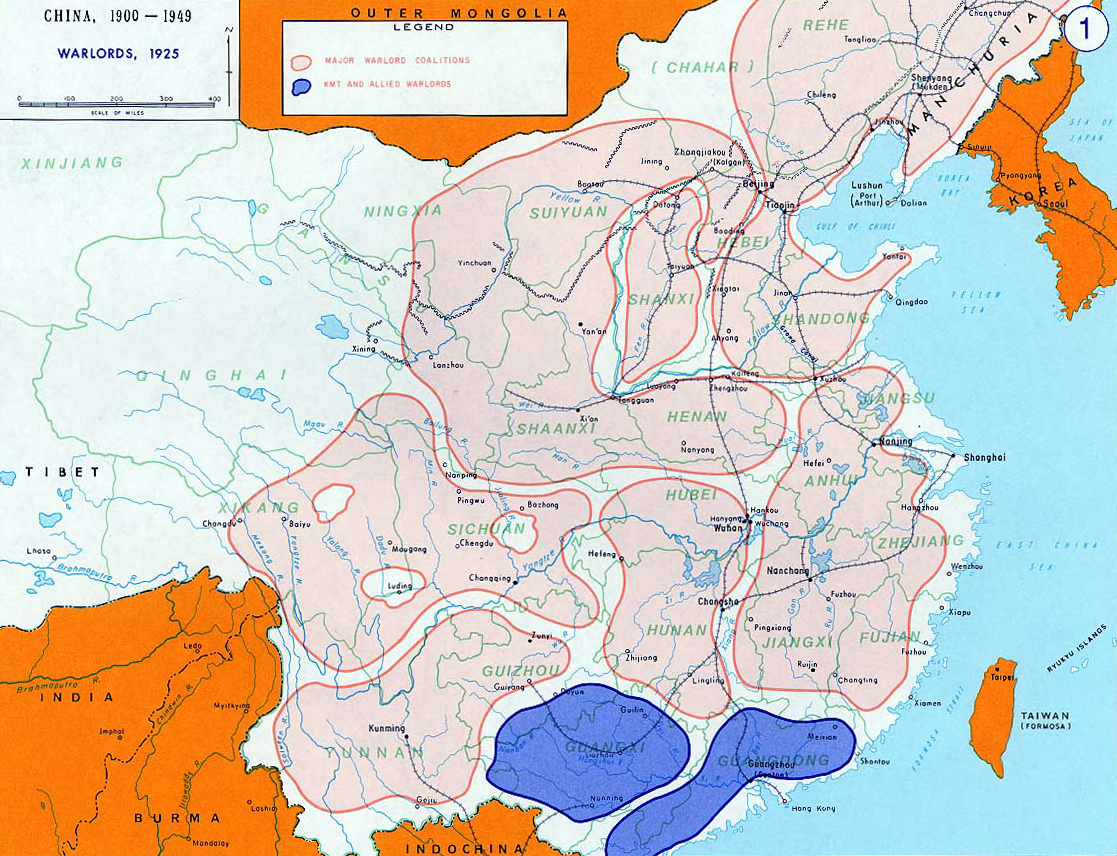
Republiek China tijdens de krijgsheren, 1911-28

In de jaren 20 en 30 werd de nieuwgevormde Republiek China beheerst door krijgsheren die met verschillende bondgenootschappen het overgrote deel van China in hun greep hielden. China was in deze tijd daardoor te zwak om in Tibet in te grijpen. Daarnaast was China in de 19e eeuw sterk verzwakt door verschillende oorlogen: na de Eerste Opiumoorlog (1839-42) kwamen de Taiping-opstand (1851-64), de Tweede Opiumoorlog (1851–64) en vervolgens de Eerste Chinees-Japanse Oorlog (1894-95). Het garnizoen in Tibet was inmiddels sterk ingekrompen, omdat de manschappen elders nodig waren. Dit ging ook in de 20e eeuw verder met de Nationale Beschermingsoorlog (1915-16) en de Chinese Burgeroorlog (1927-1950), waarbij de laatste werd onderbroken door het Chinees-Sovjet-Russisch conflict (1929) en de Tweede Chinees-Japanse Oorlog (1937-1945).
Meteen na zijn onafhankelijkheidsverklaring, versterkte de dalai lama juist het Tibetaans leger met hulp van de Japanse generaal Yasujiro Yajima en Russische en Britse instructeurs, ofwel instructeurs uit machten die China hadden overwonnen. In 1918 heroverde Lhasa controle over Chamdo en het westen van Kham.
Na deze verliezen verzocht Peking om bemiddeling bij Londen, dat de consul-officier Eric Teichman daartoe afvaardigde. In twee akkoorden werd overeengekomen dat de oostgrens ongeveer zou samenvallen met de Jangtsekiang, dat alle vijandelijkheden werden gestaakt en dat de troepen uit elkaars grondgebied werden teruggetrokken.
Zuid-Kham behoorde van 1915 tot 1927 met een paar andere delen van Yunnan aan de Yunnan-kliek. Daarna behoorde het aan de gouverneur en krijgsheer Long Yun tot aan het einde van de Chinese Burgeroorlog, toen Du Yuming hem aan de kant zette in opdracht van Chiang Kai-shek.
Oost-Kham, gescheiden door de Jangtsekiang, lag onder controle van de Chinese krijgsheer Liu Wenhui. De situatie in Amdo (Qinghai) was complexer, waarbij de regio rond Xining na 1928 onder controle lag van de Hui-krijgsheer Ma Bufang. Hij was lid van de islamitische clan Ma-kliek die onophoudelijk streefde naar het in handen krijgen van de rest van Amdo. Oost-Kham werd geregeerd door lokale Tibetaanse prinsen, met verschillende loyaliteiten. Een dergelijke situatie had overigens in het hele land bestaan vóór de vereniging van Tibet door de vijfde Dalai Lama.

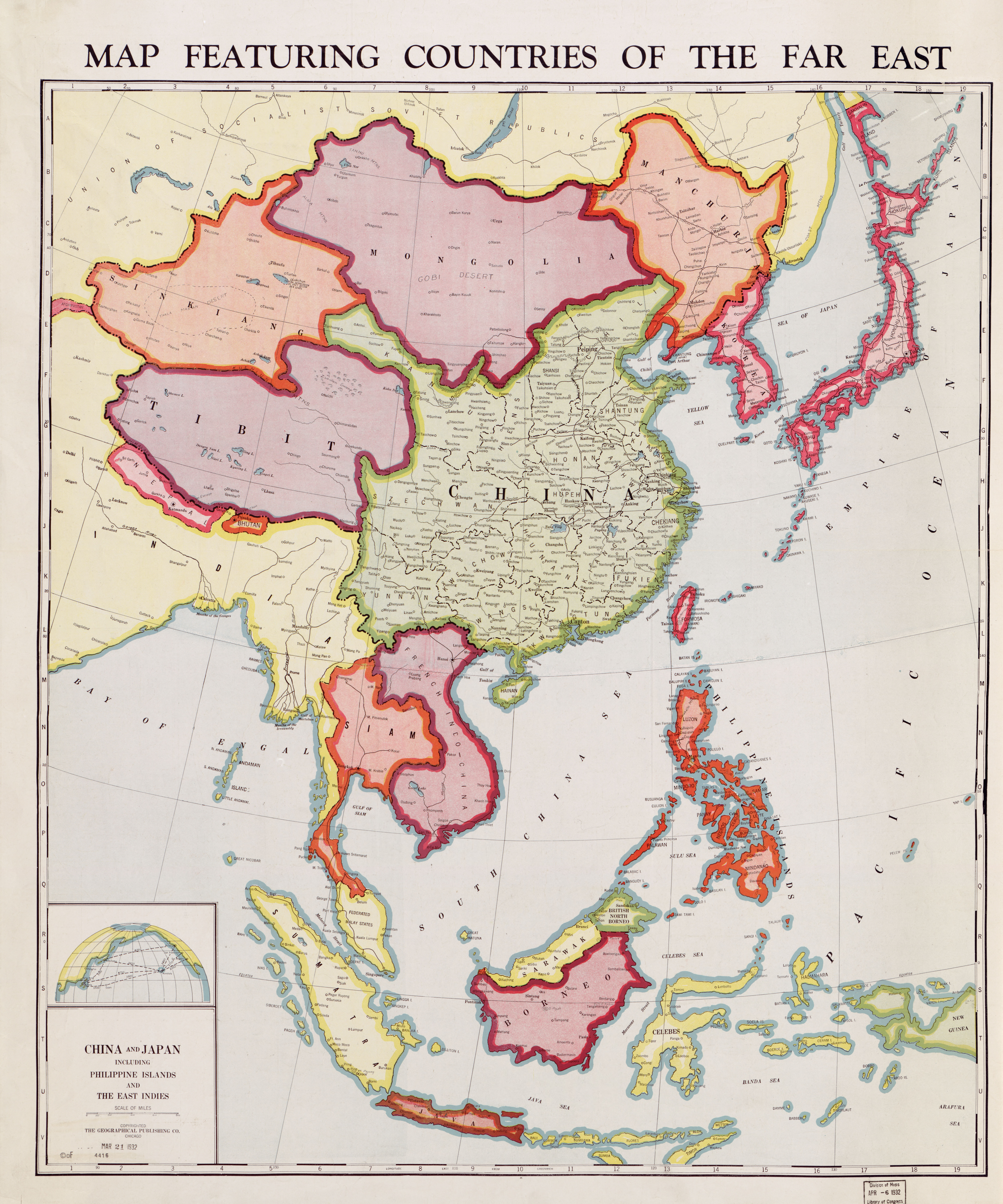
Tibet in 1932 met zijn grootste omvang sinds eeuwen

Bij de dood van de dertiende Dalai Lama in 1933 had de regering van Tibet de controle over U-Tsang en het westen van Kham, dat ongeveer samenvalt met de grens van de latere Tibetaanse Autonome Regio.

### Dood van de dertiende dalai lama
In de jaren 30 raakte de dalai lama verstrikt in intriges en strijd. Er heerste teleurstelling over de beperkte invloed die de Britten konden uitoefenen op China, waardoor de relatie met Londen verzwakte. Toen er echter een toenadering kwam van de communistische Sovjet-Unie, herleefden de toch als wenselijker beschouwde banden met de Britten weer. De dertiende dalai lama overleed uiteindelijk op de vrij jonge leeftijd van 57 jaar, op 17 december 1933.
Sinds de uitzetting van de amban uit Tibet in 1912, was de communicatie tussen Tibet en China alleen met tussenkomst van de Britten verlopen. In 1934, een jaar na de dood van de dalai lama, werd de rechtstreekse communicatie met China hersteld. Volgens enkele bronnen bevestigde de kashag hun standpunt uit 1914 dat Tibet nominaal onderdeel van China uit bleef maken, vooropgesteld dat Tibet zijn eigen politieke zaken regelde.
Hieruit blijkt dat ondanks de onafhankelijkheid die Tibet de facto had sinds 1912, er eveneens indicaties waren dat er binnen Tibet stemmen bestonden die bereid waren een nominale ondergeschikte status als onderdeel van China te accepteren. Hieraan lag wel telkens de grondslag dat de interne systemen onberoerd zouden blijven en China afzag van controle over een aantal belangrijke etnische Tibetaanse gebieden in Kham en Amdo.
China werd vervolgens toegestaan een kantoor te openen in Lhasa, die bezet werd door de Commissie van Mongoolse en Tibetaanse zaken, waarvan generaal Wu Zhongxin aan het hoofd stond. Chinese bronnen beweren dat dit een administratief orgaan was. Tibetanen wijzen echter af dat Tibet op dit moment deel zou uitmaken van China. Na de vestiging van het Chinese kantoor kregen ook de Britten toestemming om een kantoor in Lhasa te vestigen.

### De veertiende dalai lama

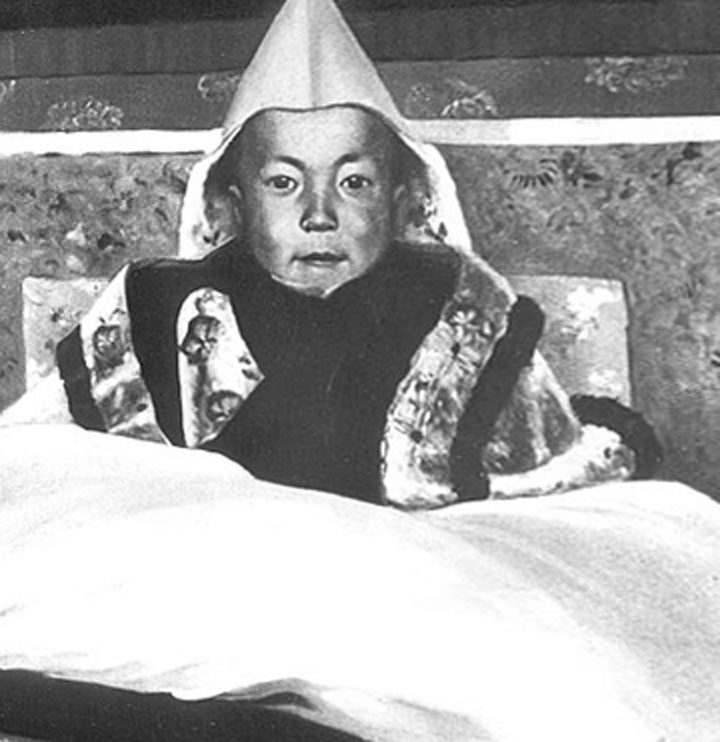
De veertiende dalai lama

De veertiende dalai lama Tenzin Gyatso werd in 1935 in Taktser in de regio Amdo geboren. Hij werd naar Lhasa gebracht in 1937 en in 1939 werd de officiële ceremonie gehouden.
Chinese bronnen beweren dat de veertiende dalai lama door de Kwomintang-regering werd bekrachtigd en dat generaal Wu Zhongxin de ceremonie voorzat; zowel de ratificatieopdracht als de documentairefilm zouden steeds intact zijn. Volgens historicus Tsering Shakya was Wu Zhongxin samen met andere buitenlandse vertegenwoordigers aanwezig op de ceremonie, maar is er geen bewijs dat hij deze voorzat.
In 1944, tijdens de Tweede Wereldoorlog, kwamen de twee Oostenrijkse bergbeklimmers Heinrich Harrer en Peter Aufschnaiter naar Lhasa. Harrer werd onderwijzer van de jonge dalai lama en bracht hem kennis bij van de Westerse cultuur en moderne samenleving, tot hij in 1959 werd gedwongen om het land te verlaten.

### Communistische invasie
In 1949 werd duidelijk dat de communisten aan controle wonnen in China. De kashag zette hierom alle Chinezen het land uit die in verbinding stonden met de Chinese regering. De communistische regering in China onder leiding van Mao Zedong die in oktober dat jaar aan het bewind kwam, liet weinig tijd verloren gaan om een nieuwe Chinese vertegenwoordiging in Tibet te vestigen. Op aanreiken van het Tibetaans staatsorakel werd de dalai lama op zestienjarige leeftijd in allerijl in zijn functie bekrachtigd.
In oktober 1950 begon het Chinese Volksbevrijdingsleger met een invasie in het gebied Chamdo en trok verder op, waarna het in 1951 geheel Tibet in haar macht had. De dalai lama vluchtte in eerste instantie naar het klooster Dungkhar in Dromo, dicht bij de grens van Sikkim. Na de ondertekening van het 17 puntenakkoord kwam hij terug, tot hij in 1959 opnieuw vluchtte naar in het eerste jaar Mussoorie en zich daarna vestigde in McLeod Ganj bij Dharamsala.

## Moderniseringen

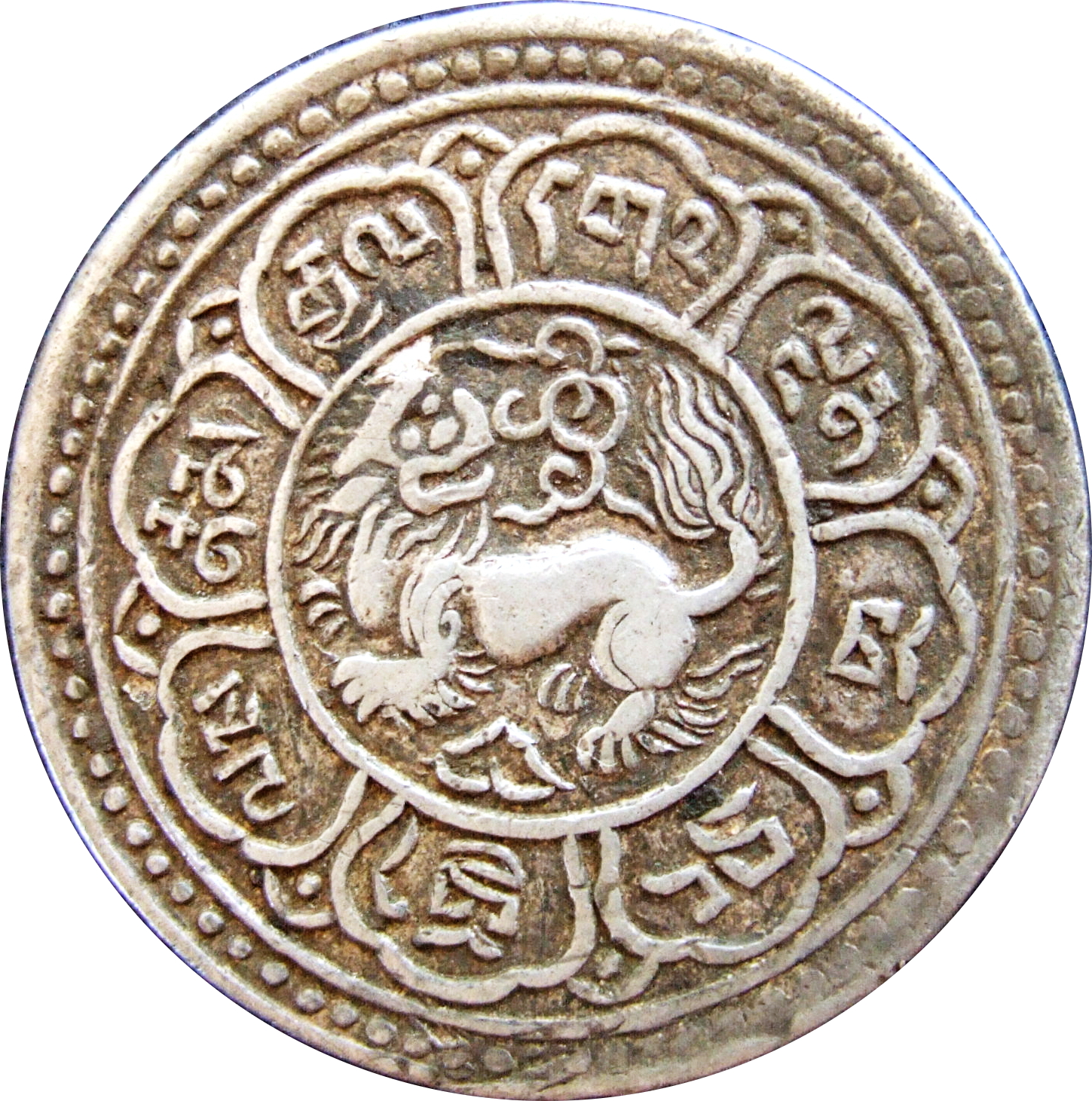
Tibetaanse zilvermunt: 1 srang

Thubten Gyatso voerde verschillende moderniseringen door in het geïsoleerde land. Zo introduceerde hij in 1912 Tibetaanse posterijen, eigen Tibetaanse valuta met de munten srang en thangka, liet hij wegen aanleggen en de eerste elektriciteitscentrale bouwen. Veel hervormingen liepen echter ook spaak op het verzet van de conservatieve gevestigde Tibetaanse kloosterorganisaties. Daarom liet hij in 1915 het staatsorakel uit zijn functie zetten en ontnam hij het opstandige en China-gezinde Drepungklooster de politiebevoegdheid. Verder werkte hij aan nationale symbolen, waarbij hij de Tibetaanse vlag standaardiseerde, met een opkomende zon boven een besneeuwde berg en een driekleurig juweel dat door twee sneeuwleeuwen wordt vastgehouden.
In tegenstelling tot andere Aziatische landen, zoals China, Birma en Thailand, sloot Tibet zich in veel gevallen ook weer snel af voor de moderne ontwikkelingen, ter bescherming van privileges, macht en politieke invloed van de geestelijke elite. Zo werd in Gyantse in 1924 een Engelse school geopend en binnen twee jaar weer gesloten en werd mijnbouw en het gebruik van machines gezien als een schandalige breuk met de traditie. Deze overtuiging manifesteerde zich onder meer toen in 1926 een Britse expeditie, die met een lading elektrische machines op weg was naar Lhasa, werd vermoord, waarbij hun vrachtwagens het ravijn in werden geworpen.
In de jaren 20 waren er nog slechts twee Tibetanen in het bezit van een auto: de dalai lama zelf reed in een Austin en zijn hervormingsgezinde minister Thubten Kunphela die verantwoordelijk was voor bankbiljetten, munitie-import en elektrificering. De weinige voorstanders van de moderne technologie stonden tegenover tienduizenden conservatieve monniken in grote kloosters zoals Ganden, Sera en Drepung, waardoor de meeste hervormingsprojecten vrij snel kwamen stil te liggen of werden teruggedraaid. Zo moest ook de negende panchen lama, Thubten Chökyi Nyima, niets hebben van de vernieuwingen van met name het leger. Verstrikt in intriges en vervuld van bange vermoedens vluchtte hij naar Peking en hij zou Tibet tot aan zijn dood niet meer binnenkomen.

## Verschil van cultuur
In 1946 berichtte de Franse onderzoeker André Migot over de overgang van het Chinese naar het Tibetaanse culturele gebied:
Wanneer je eenmaal buiten de noordelijke poort van Dardo of Kangting bent, zeg je vaarwel tegen de Chinese beschaving en zijn geriefelijkheden en begin je alles bij elkaar een ander soort van leven. Hoewel op papier de uitgestrekte gebieden naar het noorden van de stad deel uitmaken van de Chinese provincies Sinkiang en Qinghai, ligt de werkelijke grens tussen China en Tibet door Kangting, of misschien net erbuiten. De keizerlijke lijn van de Chinese cartografen heeft meer te maken met prestige dan met nauwkeurigheid.— André Migot

## Internationale relaties

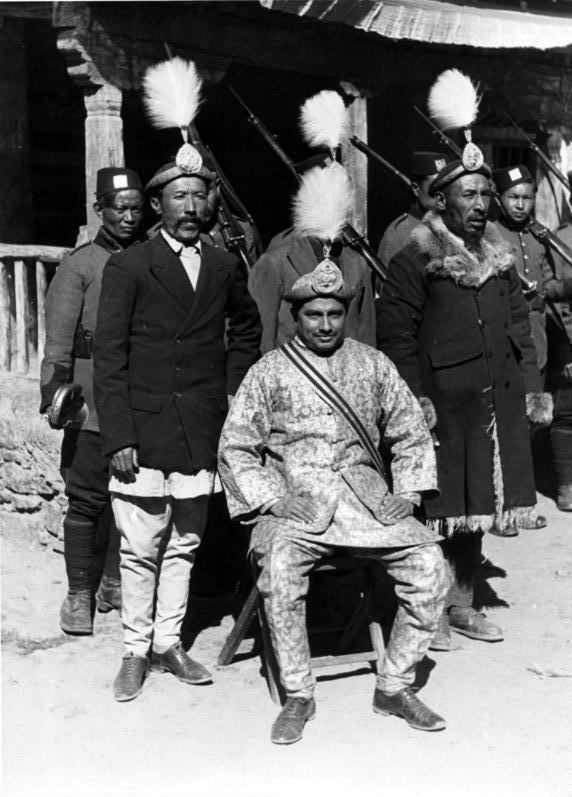
Nepalese gezant, majoor Bista, met secretaris in Lhasa, 1938

De dertiende dalai lama toonde zich in meer opzichten een politiek staatshoofd. Toen bijvoorbeeld al een maand na de onafhankelijkheidsverklaring de Eerste Wereldoorlog uitbrak, bood hij het Verenigd Koninkrijk duizend manschappen aan voor de oorlog in Europa. De Britse regering sloeg het aanbod niet af, maar maakte er ook geen daadwerkelijk gebruik van.
Tibet zette een Ministerie van Buitenlandse Zaken op in 1942 en in 1946 zond het felicitatiemissies naar China en India, in verband met het einde van de Tweede Wereldoorlog. De missie naar China bracht een brief mee aan de Chinese president Chiang Kai-sek, waarin stond: "We zullen doorgaan de onafhankelijkheid van Tibet de handhaven als een natie dat bestuurd wordt door elkaar opvolgende dalai lama's door middel van een authentiek religieus-politiek bestuur." De missie stemde in als waarnemers aanwezig te zijn bij een Chinese grondwetgevende vergadering in Nanking.
In 1947 zond Tibet een delegatie naar de Asian Relations Conference in New Delhi en presenteerde het zichzelf als een onafhankelijk land. India erkende Tibet als een onafhankelijk land tussen 1947 en 1954.

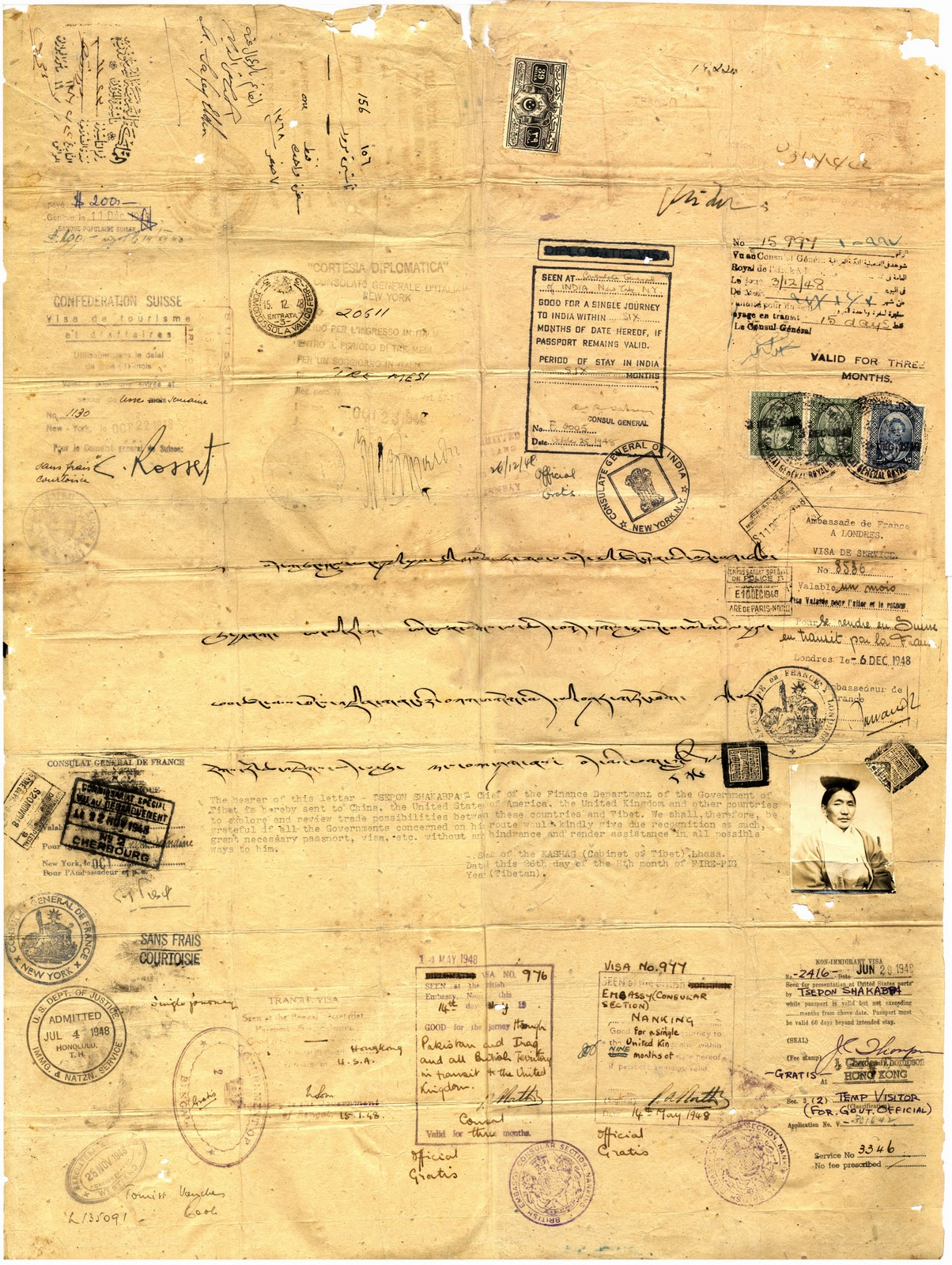
Shakabpa's Tibetaanse paspoort

Tussen 1947 en 1949 zond de regering van Tibet een handelsmissie onder leiding van minister Wangchug Deden Shakabpa naar India, Hongkong, Nanking (toen de hoofdstad van China), de Verenigde Staten en het Verenigd Koninkrijk. De bezochte landen waren voorzichtig in het uiten van steun voor de Tibetaanse aanspraak van onafhankelijkheid en er werden tijdens de missie geen politieke kwesties besproken. Tijdens de handelsmissies naar China bleven de deelnemers drie maanden in China en waren ze China binnengekomen via Hongkong. Ze maakten gebruik van Chinese paspoorten die waren aangevraagd op het Chinese consulaat in India. Tijdens de missies naar andere landen, was het paspoort dat werd uitgegeven door de Tibetaanse regering wel toegestaan. De VS had een onofficieel ontvangst voor de missie; in Londen in 1948 daarentegen was er een ontmoeting van de missie met premier Clement Attlee.